# Suhi Vrh (gmina Moravske Toplice)
Suhi Vrh (węg. Szárazhegy, prekm. Sühi vrej) – miejscowość w Słowenii w gminie Moravske Toplice w regionie Prekmurje.